# Cumulonimbus incus
Una cumulonimbus incus (del latín incus, ‘yunque’) es una nube cumulonimbus que llega hasta la tropopausa (estabilidad estratosférica) y de forma característica de yunque. Si el ascenso atmosférico es aún fuerte, puede ser vía de paso a movimientos estratosféricos y convertirse en una nube pileus.
Tiene la característica de ser plana en la parte superior. Pueden formar superceldas resultando en severos fenómenos de tormentas, tales como tornados, inundaciones repentinas, etc. El cumulonimbus incus se forma cuando la corriente ascendente es fuerte y vigorosa. Se forman a partir de cumulonimbus calvus que tienen tapas hinchadas. Un cumulonimbus incus significa que la tormenta se encuentra en su etapa de madurez y puede traer el mal tiempo.

## Peligros
Un cumulonimbus incus es una nube de tormenta madura muy peligrosa y puede producir muchos elementos peligrosos.
- Relámpagos; esta nube de tormenta es capaz de producir explosiones en la nube con a rayos que lleguen hasta el suelo.

- Granizo; de estas nubes puede caer granizo si se encuentra en un entorno altamente inestable (lo que favorece a una tormenta con corrientes de aire verticales más vigorosa).

- Lluvia intensa; de la nube pueden caer varias pulgadas de lluvia en un corto período de tiempo. Esto puede causar inundaciones repentinas.

- Viento fuerte; ráfagas de fuertes vientos en forma descendente pueden producirse en estas nubes.

- Tornados; en los casos graves (más comúnmente con superceldas), pueden producir tornados.

## Galería de imágenes

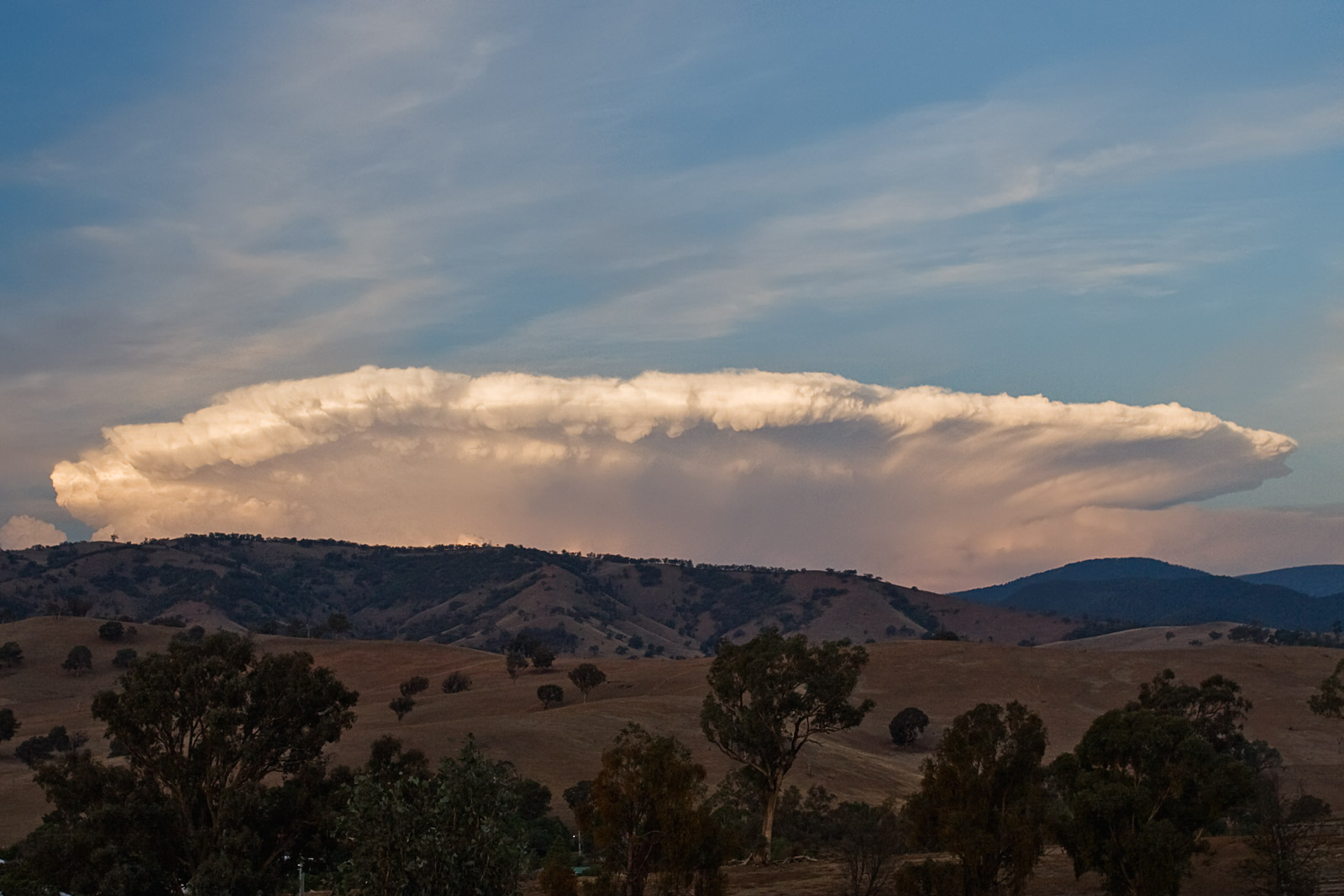
Anvil Cumulonimbus incus, February 2007
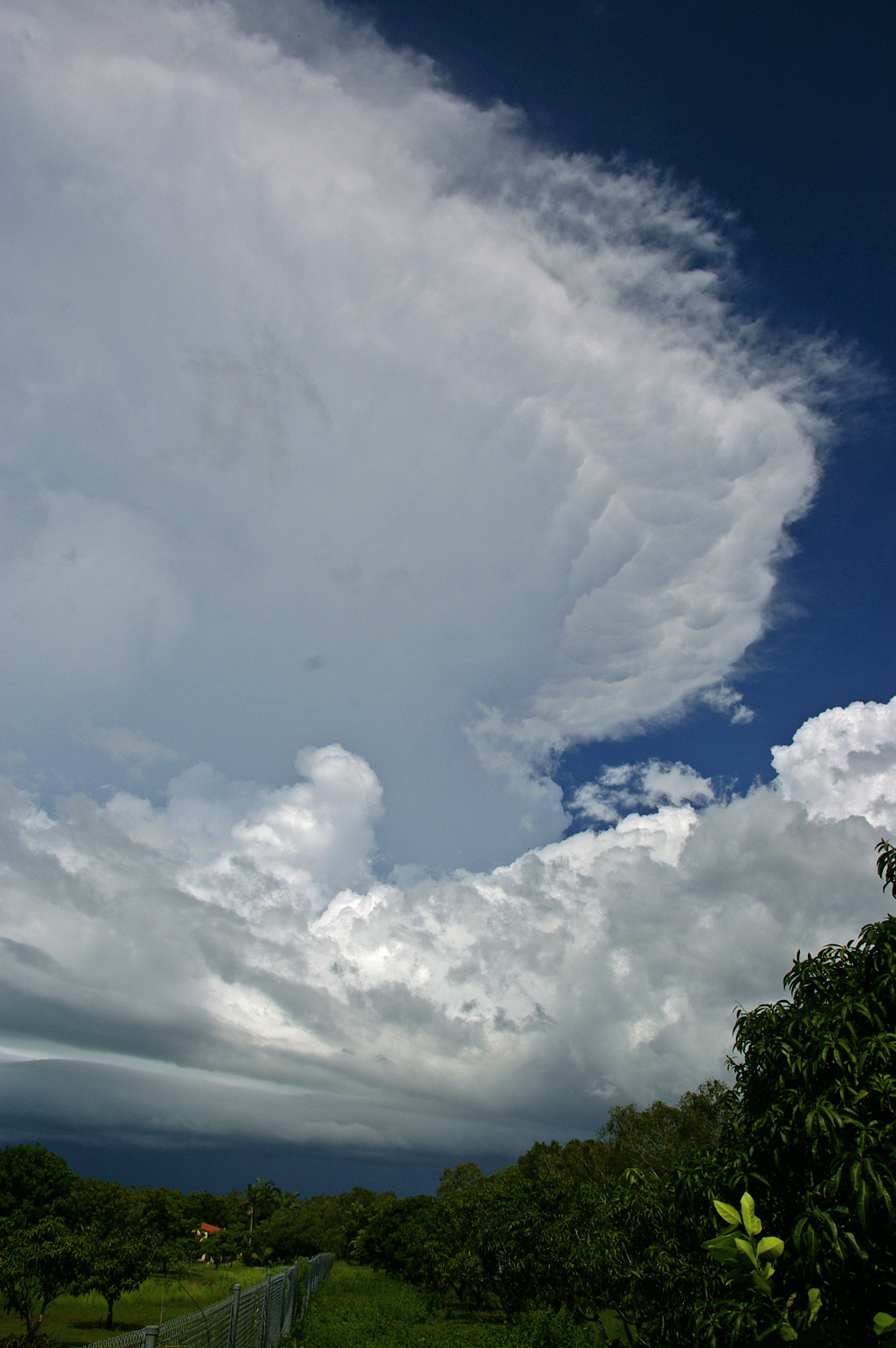
Cumulonimbus incus
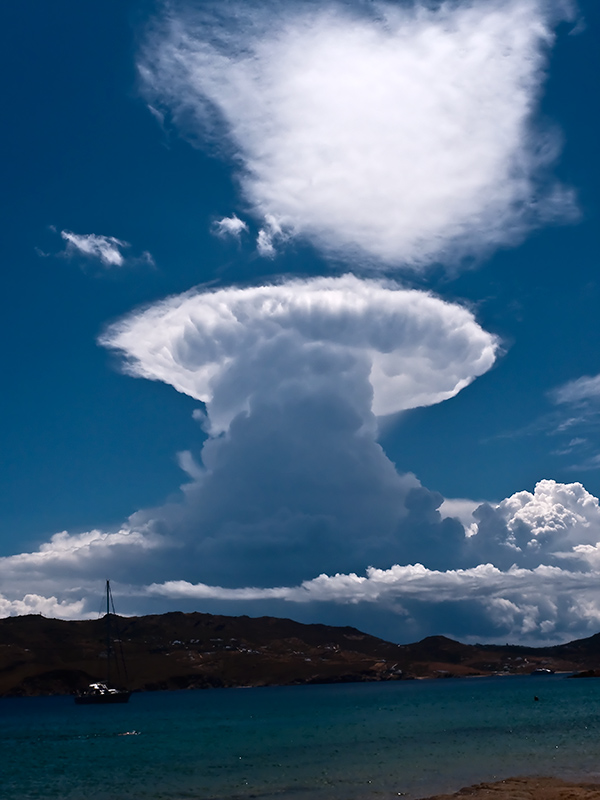
Única célula Cumulonimbus incus - Mykonos / Greece, June 2009
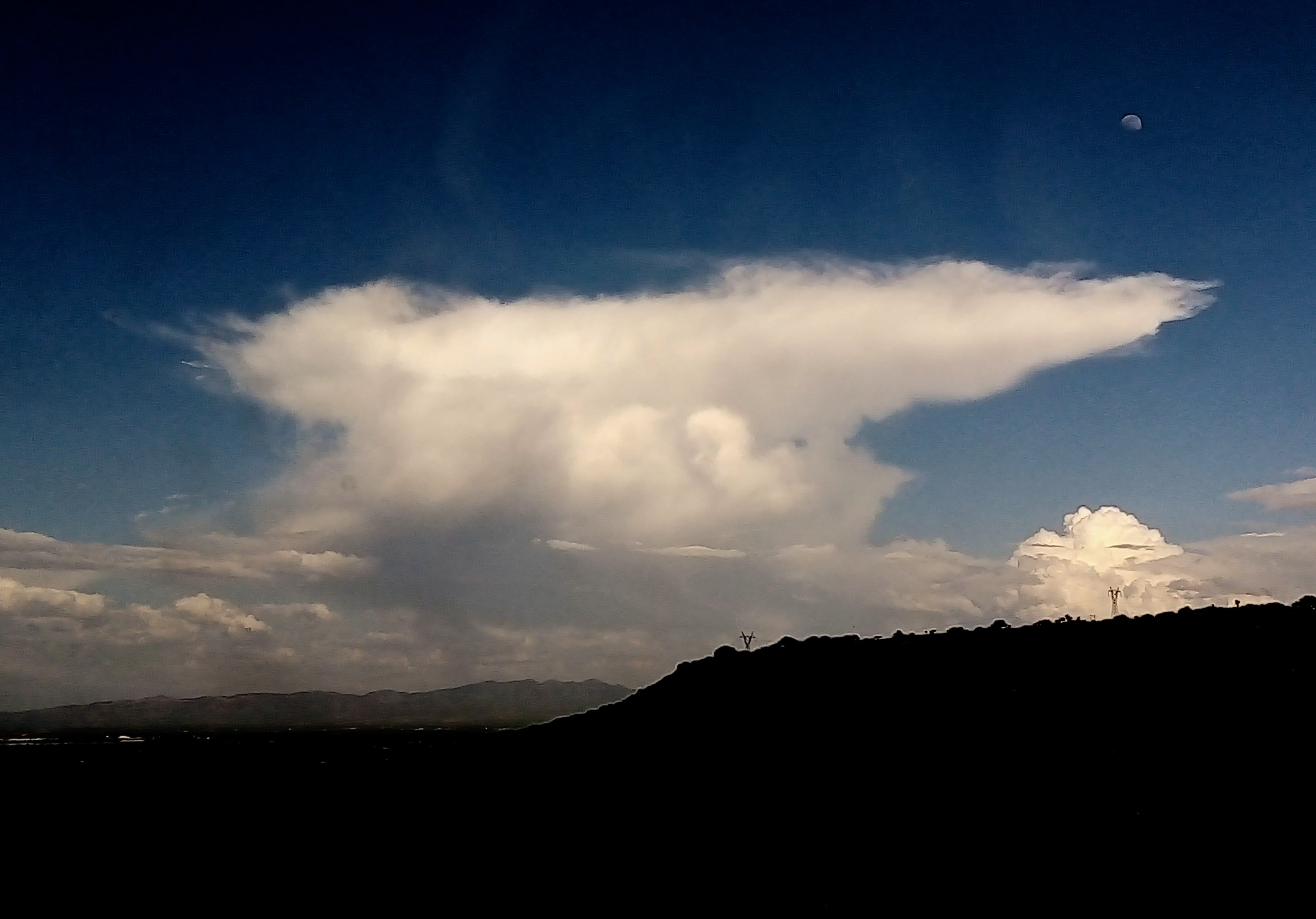
Cumulonimbus incus en forma de yunque
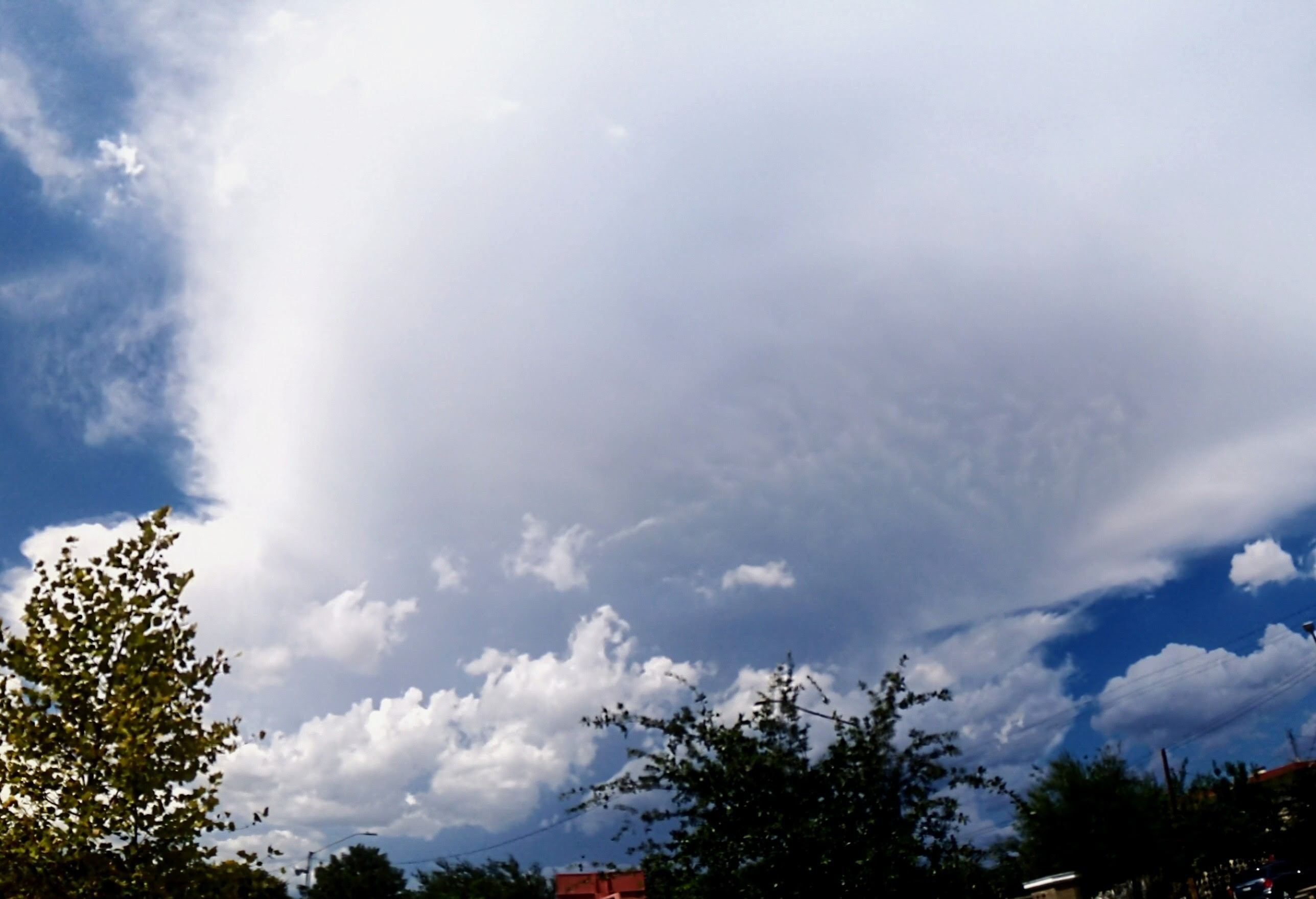
Vista de una cumulonimbus incus desde tierra, con un pequeño parche de nubes mastodónticas